# Гай Дуилий

Надпись на Ростральной колонне в честь победы Гая Дуилия

Гай Дуи́лий (лат. Gaius Duilius; III век до н. э.) — римский военачальник и политический деятель из плебейского рода Дуилиев, консул 260 года до н. э. Участник Первой Пунической войны, одержавший первую в истории Рима победу на море.

## Биография
Гай Дуилий принадлежал к плебейскому роду, представители которого до него называли себя Дуэллиями. Согласно Капитолийским фастам, у его отца и деда был преномен Марк.
Первые упоминания о Гае Дуиллии в источниках относятся к 260 году до н. э., когда он стал консулом вместе с патрицием Гнеем Корнелием Сципионом Азиной. В это время шла первая война Рима с Карфагеном. В этой войне Сципион Азина возглавил флот, а Гай Дуилий — армию в Сицилии. Но вскоре Гней Корнелий был заперт с 16 кораблями в Липарской гавани и попал в плен, так что его коллеге пришлось принять морское командование.
Поскольку до этого римляне никогда не вели войну на море, их флот явно уступал вражескому по маневренности. Осознав этот недостаток, римские моряки начали использовать абордажные вороны — перекидные мостики, прикреплявшиеся к передним мачтам. При сближении с противником эти мостики опускали на палубу карфагенского корабля; они были настолько широкими, что воины могли идти по ним по двое в ряд. С этого момента экипаж римского корабля состоял из двух манипул. В результате битва принимала характер сухопутного сражения, и римляне могли в полном объёме использовать на море превосходство своей пехоты в ближнем бою. Есть предположение, что «вороны» начали применять в 260 году до н. э., в эскадре Гая Дуилия.
Консул был настроен решительно. Узнав, что карфагенские моряки грабят окрестности сицилийского города Милы, он двинулся туда же, намереваясь дать сражение. Командовавший флотом противника Ганнибал сын Гискона был настолько уверен в своей победе, что поплыл навстречу римлянам, не уделив должного внимания боевому построению. Его эскадра растянулась во время перехода и вступала в битву по частям; поэтому римляне смогли, навязав врагу абордажный бой, захватить весь карфагенский авангард и нанести удар по основным силам. Была захвачена даже квинкверема Ганнибала. Увидев перевес противника, карфагеняне обратились в бегство, потеряв в общей сложности 50 кораблей.
После этой битвы Гай Дуилий вернулся на сушу: после девятидневной осады он взял Эгесту. В конце лета Дуилий вернулся в Рим. Как первый в истории Рима военачальник, одержавший победу на море, он был удостоен триумфа и ещё одной совершенно уникальной почести: всякий раз, когда он возвращался с пира, его должны были сопровождать факельщик и флейтист. Для прославления победы Дуилия на форуме появилась ростральная колонна (columna rostrata), украшенная носами захваченных в битве при Милах кораблей.
В 258 году до н. э. Гай Дуиллий был цензором совместно с Луцием Корнелием Сципионом, его преемником по консулату и командованию на Сицилии. В последний раз он упоминается в источниках в связи с событиями 231 года до н. э. в качестве диктатора, организовавшего очередные выборы магистратов. Согласно Цицерону, Дуилия часто видел возвращающимся с пира в сопровождении факельщика и флейтиста Марк Порций Катон, родившийся в 234 году до н. э.
В 1870-х годах в честь Гая Дуилия был назван один из двух цитадельных башенных броненосцев итальянского ВМФ, реализовывавших, по замыслу инженера-кораблестроителя Бенедетто Брина, концепцию индивидуального превосходства над любым кораблем противника. В 1912 году в честь флотоводца был назван также линкор (дредноут) «Кайо Дуилио» (итал. Caio Duilio) типа «Андреа Дориа» времён Первой и Второй мировых войн.